# Elmira Gafarova
Elmira Gafarova, née le 1er mars 1934 à Bakou (RSS d'Azerbaïdjan, URSS) et morte le 1er août 1993 dans la même ville, est une femme politique azérie. Elle a occupé plusieurs fonctions ministérielles dans les années 1980.

## Biographie

### Études
En 1952, Elmira Gafarova termine ses études secondaires. L'année suivante, elle est admise à l'université d'État de Bakou. En 1958, elle obtient un diplôme en philologie ; en 1961, elle soutient une thèse dans la même discipline. Pendant sa scolarité, elle est cadre du Komsomol à l'université. En 1958, elle rejoint le Parti communiste. En 1962, elle est nommée présidente du Centre du Comité d'organisation du Komsomol azerbaïdjanais et, de 1966 à 1970, elle est la première secrétaire de l'organisation.

### Carrière politique
En 1970-1971, Elmira Gafarova est directrice du département de la Culture du Comité central du Parti communiste d'Azerbaïdjan puis, de 1971 à 1980, elle est secrétaire du Comité du Parti communiste à Bakou. En 1980, elle est nommée ministre de l'Éducation de la RSS d'Azerbaïdjan, poste qu'elle occupe jusqu'en 1983. De 1983 à 1987, elle est ministre des Affaires étrangères de la RSS d'Azerbaïdjan. À cette fonction diplomatique, elle participe aux sessions de l'Assemblée générale des Nations unies en octobre 1984 sur les questions de racisme et de discrimination. Elle est également élue au Soviet suprême d'Azerbaïdjan. De 1987 à 1991, elle est présidente du Soviet suprême de la RSS d'Azerbaïdjan et est élue députée au Soviet suprême de l'Union soviétique. Entre 1987 et 1989, elle est aussi vice-Première ministre de la RSS d'Azerbaïdjan. Alors qu'elle préside le Parlement, elle joue un rôle important dans la restauration du nom historique de Gandja le 30 décembre 1989 et fait de la fête de Norouz, célébrée dans tout l'Azerbaïdjan, un jour férié officiel le 13 mars 1990. On lui attribue également l'adoption de la loi sur la restauration de l'indépendance de l'Azerbaïdjan le 18 octobre 1991 et l'admission de la République d'Azerbaïdjan aux Nations unies le 2 mars 1992.
Elmira Gafarova est l'une des premières cadres dirigeants de l'Azerbaïdjan à convoquer la session extraordinaire du Soviet suprême d'Azerbaïdjan les 21 et 22 janvier 1990 et à condamner les autorités soviétiques pour le massacre de civils à Bakou dans la nuit du 19 au 20 janvier. La session de 160 députés publie une déclaration de condamnation du massacre et appelle le Soviet suprême de l'URSS, les Soviets suprêmes des républiques de l'Union, tous les parlements du monde et les Nations unies à mentionner l'agression militaire contre les civils au mépris des conventions de Genève et de Vienne. En conséquence, le Bureau du procureur général d'Azerbaïdjan lance une enquête criminelle en se fondant sur les paragraphes 4 et 6 de l'article 94 (meurtre prémédité avec circonstances aggravantes), 149 (destruction ou dégradation intentionnelle de biens), 168 (abus de pouvoir) et 225 (abus d'autorité) du Code pénal en vigueur à l'époque. L'enquête n'est pas encore close.
Elmira Gafarova meurt en 1993 à Bakou. Elle est enterrée dans l'Allée d'honneur.

## Décorations
Elmira Gafarova a reçu plusieurs récompenses de l'URSS, notamment l'ordre du Drapeau rouge du Travail et l'ordre d'Honneur.